# وینوگرادوفکا (سرزمین آلتای)
وینوگرادوفکا (به لاتین: Vinogradovka) یک منطقهٔ مسکونی در روسیه است که در سرزمین آلتای واقع شده‌است.